# Peter Martin (Fußballspieler)
Peter Martin (* 21. Dezember 1968) ist ein ehemaliger deutscher Fußballtorwart.

## Karriere
Peter Martin kam über die Vereine TSC Eintracht Dortmund, Borussia Dortmund (Jugend) und Hombrucher FV 09 in die Oberliga Westfalen zum VfR Sölde. Dort war er mehrere Jahre Stammtorhüter, ehe ihn der Zweitligist SG Wattenscheid 09 verpflichtete. Mit Wattenscheid stieg er zweimal in die Regionalliga West/Südwest ab. 1996 gelang der direkte Wiederaufstieg, 1999/2000 nicht. 1999 verdrängte außerdem der fast zehn Jahre jüngere Christoph Jacob Martin als Stammtorwart. 2000 wechselte er zum SC Fortuna Köln, der in die Regionalliga Nord abgestiegen war. Als Viertplatzierter verpasste die Fortuna den Aufstieg knapp, danach fiel die Mannschaft aber auseinander; auch Peter Martin verließ den Verein und wechselte zum Ligakonkurrenten KFC Uerdingen. Sein Nachfolger im Tor bei der Fortuna wurde indes der spätere Bundesligatorwart Tim Wiese. Peter Martin wurde nach zwei Jahren beim KFC Uerdingen mit seinem Wechsel zum SSV Jahn Regensburg noch einmal Zweitligatorwart (2003/04). 2004/05 hütete er das Tor beim 1. SC Feucht in der Regionalliga und kehrte anschließend für ein Jahr zum KFC Uerdingen 05 zurück, ehe er viele Jahre beim TSV 1860 Rosenheim tätig war. Mit Rosenheim stieg er 2009 in die Bayernliga auf und stand auch dort noch mit 40 bzw. 41 Jahren in einigen Spielen im Tor.
2010 wurde Martin Torwarttrainer bei 1860 Rosenheim. Ab August 2010 nahm aber der Bezirksligist SV Nußdorf noch einmal die Dienste des Routiniers in Anspruch, da sich der etatmäßige Torwart einen dreifachen Jochenbeinbruch zugezogen hatte. Unter anderem spielte Martin gegen seinen eigentlichen Verein Rosenheim (zweite Mannschaft), bei dem er gleichzeitig weiter das Amt des Torwarttrainers ausführte. In derselben Saison half er auch noch einmal als Torwart bei der Bayernliga-Mannschaft von 1860 Rosenheim aus.
In der Saison 2018/19 war Martin Torwarttrainer beim SB Chiemgau Traunstein, ehe er nach Österreich zum SV Austria Salzburg ging, bei dem er seitdem tätig ist.

### Statistik
| Liga          | Spiele (Tore) |
| ------------- | ------------- |
| 2. Bundesliga | 113 (0)       |
| Regionalliga  | 152 (0)       |
| Wettbewerb    |               |
| DFB-Pokal     | 010 (0)       |